# Bunga Melati Dua
Die Bunga Melati Dua war ein zuletzt als Melati Dua betriebener Produkten- und Chemikalientanker.

## Geschichte
Das Schiff wurde unter der Baunummer 975 auf der Werft Hyundai Heavy Industries gebaut. Die Fertigstellung erfolgte am 27. März 1997. Das Schiff kam unter der Flagge Malaysias für die Malaysia International Shipping Corporation (MISC) in Fahrt. Ab 2013 fuhr es als Melati Dua unter der Flagge Tuvalus. Im Dezember 2021 traf das Schiff bei den Abwrackwerften bei Alang zur Verschrottung ein.

### Piratenangriff im August 2008
Das Schiff wurde am 19. August 2008 gegen 14:00 Uhr UTC im Golf von Aden von somalischen Piraten überfallen und gekapert. Das Schiff befand sich mit rund 32.000 t Palmöl auf der Reise von Dumai auf der indonesischen Insel Sumatra nach Rotterdam in den Niederlanden. An Bord waren 39 Besatzungsmitglieder, 29 Seeleute aus Malaysia und zehn von den Philippinen. Bei dem Überfall kam ein philippinischer Seemann durch einen Querschläger ums Leben.
Schiff und Besatzung wurden am 29. September 2008 gegen eine Lösegeldzahlung freigelassen. Über die Höhe der Lösegeldzahlung gibt es unterschiedliche Angaben.
Das Schiff lief nach der Freilassung Dschibuti an. Hier wurde die Besatzung abgelöst. Die abgelösten Seeleute wurden nach Subang Jaya geflogen, wo sie am 4. Oktober 2008 ankamen. Das Schiff setzte seine Reise mit neuer Besatzung fort und erreichte Rotterdam am 26. Oktober 2008.

#### Folgen der Kaperung
MISC ließ ihre Schiffe vorerst nicht mehr durch den Golf von Aden fahren, nachdem am 29. August 2008 mit der Bunga Melati 5 ein weiterer Tanker der Reederei gekapert worden war.
Malaysia startete als Folge der Entführung der Bunga Melati Dua und der Bunga Melati 5 die Marineoperation „Operation Fajar“ und entsandte mehrere Kriegsschiffe in den Golf von Aden zum Schutz malaysischer Handelsschiffe und zur Unterstützung der internationalen Marineoperation gegen die Piraterie vor der Küste Somalias. Die Reederei MISC ließ ihre Schiffe daraufhin wieder durch den Golf von Aden fahren.

#### Aufgabe der Ladung und Klagen der Ladungseigentümer
Infolge der Kaperung des Schiffes im August 2008 betrachteten die Eigentümer der Ladung diese als Totalverlust und wandten sich diesbezüglich an die Versicherung, bei der die Ladung u. a. gegen Verlust durch Piraterie und Diebstahl versichert war. Sie bezogen sich dabei auf den Abschnitt 57 des Marine Insurance Act 1906, wonach Ladung, die dem Ladungseigentümer unwiederbringlich entzogen ist, als Totalverlust gelten soll bzw. auf Abschnitt 60 des Marine Insurance Act 1906, wonach Ladung vernünftigerweise aufgegeben werden kann, wenn ein Totalverlust nicht oder nur zu höheren Kosten als dem Wert der Ladung vermeidbar ist. Die Versicherung lehnte die Forderung ab, weil die Ladung noch existierte und voraussichtlich gegen Zahlung eines Lösegeldes auch freigegeben werden würde. Tatsächlich wurden Schiff, Besatzung und Ladung wenig später von den Piraten freigegeben. Der Fall wurde vor dem High Court of Justice in London nach englischem Recht verhandelt. Dabei wurde die Forderung der Ladungseigentümer zurückgewiesen. Die Entscheidung wurde vor einem Berufungsgericht grundsätzlich bestätigt. Auch die Forderung nach Schadensersatz wegen des Wertverlusts der Ladung, die aufgrund der verspäteten Ankunft im Löschhafen wegen des bevorstehenden Winters nicht mehr verkauft und erst im folgenden Jahr zu einem deutlich niedrigeren Preis als im Vorjahr verkauft werden konnte, wurde abgewiesen.

### Piratenangriff im April 2010
Am 25. April 2010 wurde das Schiff in den frühen Morgenstunden im Arabischen Meer rund 760 Seemeilen nordöstlich der jeminitichen Insel Sokotra von sechs somalischen Piraten angegriffen, konnte aber entkommen.

## Technische Daten
Das Schiff wurde von einem von Hyundai Heavy Industries in Lizenz gebauten MAN-Dieselmotor mit 7066 kW Leistung angetrieben. Der Zweitakt-Sechszylindermotor wirkte auf einen Festpropeller. Das Schiff erreichte eine Geschwindigkeit von 14,5 kn.
Für die Stromerzeugung standen drei Dieselgeneratoren mit jeweils 1000 kW Leistung (1250 kVA Scheinleistung) zur Verfügung. Weiterhin war ein Notgenerator mit 99 kW Leistung (124 kVA Scheinleistung) verbaut.
Das Schiff verfügte über 32 Ladungstanks, die zusammen 34.738 m³ fassen. Die Manifolds für den Ladungsumschlag befanden sich in etwa im Mittschiffsbereich. Das Schiff war mit einem Kran für die Schlauchübernahme ausgerüstet. Der Kran konnte beide Manifolds bedienen. Decksaufbauten und Maschinenraum befanden sich im hinteren Bereich des Schiffes.